# هارون بيرنستاين
هارون بيرنستاين (بالألمانية: Aaron David Bernstein)‏ هو ناشط اجتماعي ومترجم وصحفي وكاتب ألماني، ولد في 6 أبريل 1812 في غدانسك في بولندا، وتوفي في 12 فبراير 1884 في برلين في ألمانيا.